# Moravská národnost

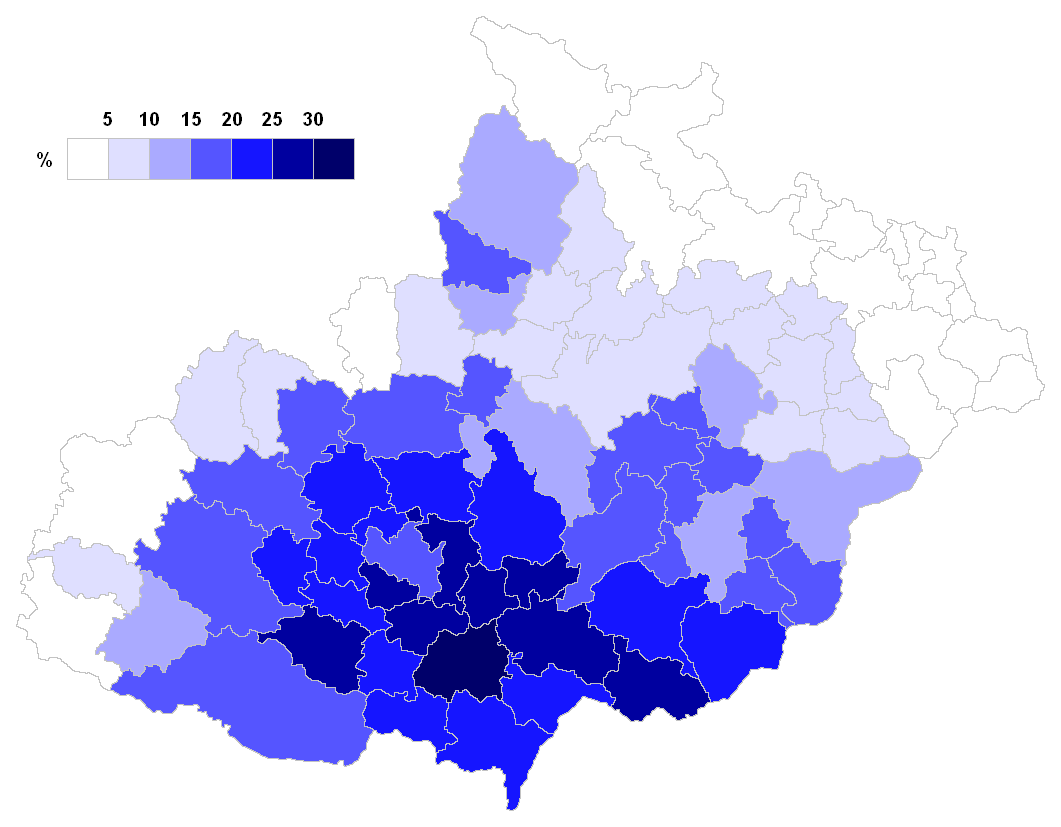
Podíl obyvatel hlásících se k moravské národnosti v obvodech obcí s rozšířenou působností v roce 2011

Moravská národnost se jako samostatná a svébytná národnost (ve smyslu společenství se společnými dějinami, kulturou a územím) oficiálně poprvé objevila v roce 1991, kdy mohla být uvedena ve sčítání lidu. Tehdy se k ní přihlásilo celkem 1,36 milionu obyvatel České republiky. O deset let později následoval pokles na 380 tisíc obyvatel, při sčítání v roce 2011 vzestup na 630 tisíc obyvatel a v roce 2021 opět pokles na 560 tisíc obyvatel. Územně je nejvíce rozšířena na jižní Moravě, zejména v okolí Brna a na Slovácku. Uznávána je také jako národnostní menšina na kulturně blízkém Slovensku, přičemž podle sčítání z roku 2011 se k ní zde přihlásily 3 tisíce obyvatel. Česká republika existenci moravské národnosti (národnostní menšiny) neuznává, a tedy její příslušníci nemají práva podle zákona č. 273/2001 Sb.
Z významných osob se k moravské národnosti hlásil např. zpěvák Karel Kryl, politik Petr Gazdík, výslovně se takto identifikuje i právník a politik Zdeněk Koudelka a historik Jiří Pernes. Ochrana, podpora a rozvoj moravské národnosti je cílem promoravských sdružení, spolků a politických stran (Moravané, Moravské zemské hnutí). Jednou z viditelných akcí je např. každoroční vyvěšování moravské vlajky.

## Moravská národnost před rokem 1991
První moderní sčítání lidu na území českých zemí proběhlo roku 1869. Národnost byla tehdy zjišťována pomocí mateřského jazyka (umgangssprache). Respondent byl nucen zapsat si jeden z devíti obcovacích jazyků, mezi nimiž byl i jazyk český-moravský-slovácký. V Předlitavsku bylo k roku 1910 sečteno 6 435 983 občanů s tímto jazykem. Po roce 1918 se při sčítáních psala národnost československá a jazyk československý.
V pruském Slezsku se nacházelo Hlučínsko, kde žili tzv. pruští Moravci, jejichž řeč se oficiálně nazývala moravštinou (fakticky se však považovali za Němce). Při sčítání k roku 1905 bylo v Hlučínsku zjištěno 87,3 % obyvatelstva s moravským mateřským jazykem. Roku 1908 byl vydán zákon, že moravštinu a polštinu je možno používat na okresních úřadech, v jejichž okrese se nachází více než 60 % moravského nebo polského obyvatelstva. Takový okres se ale v Horním Slezsku nenacházel.
Po přesunu Hlučínska z Pruska do první Československé republiky byla zjišťována moravská národnost v rámci československé národnosti. Tato národnost však byla za první republiky obyvatelům regionu proti jejich vůli vnucována československými úřady, jelikož zdejší obyvatelstvo tehdy i přes oficiální název jazyka tíhlo k národnosti německé a se zemskou či národní identitou si své moravectví nespojovalo. Na Hlučínsku se nesčítalo pomocí sčítacích archů (vyplňováno samotnými občany), nýbrž archy popisnými (vyplňováno sčítacím komisařem, který odpovědi do archu zapisoval na základě odpovědí dotázaného a zejména na základě vlastního uvážení, resp. na základě objektivní skutečnosti).
V roce 1930 byla na území Hlučínska československými sčítacími komisaři přiřazena moravská národnost 92 % obyvatelům regionu. Ta se však v koncových statistikách automaticky započítávala do národnosti československé.

## Podíl moravské národnosti roku 2011
Největší podíl měla moravská národnost v roce 2011 v Jihomoravském kraji, kde se k ní přihlásilo 254 648 lidí, což je více než 21 %. Nejvíce lidí se přihlásilo k moravské národnosti v Brně, kde jich bylo zjištěno 72 367, což však bylo pouze 18,75 %. Největší podíl měla moravská národnost v obcích Závist (43,66 %), Čeložnice (43,96 %), Branišovice (44,12 %), Podmolí (44,38 %), Telnice (44,47 %), Borovník (45,65 %), Pucov (47,24 %), Přeckov (49,35 %), Řikonín (57,14 %) a Hostějov (60,00 %). Z měst v Čechách se k moravské národnosti nejvíce lidí přihlásilo v Praze, celkem 3 754 příslušníků.

## Sčítání lidu 2021

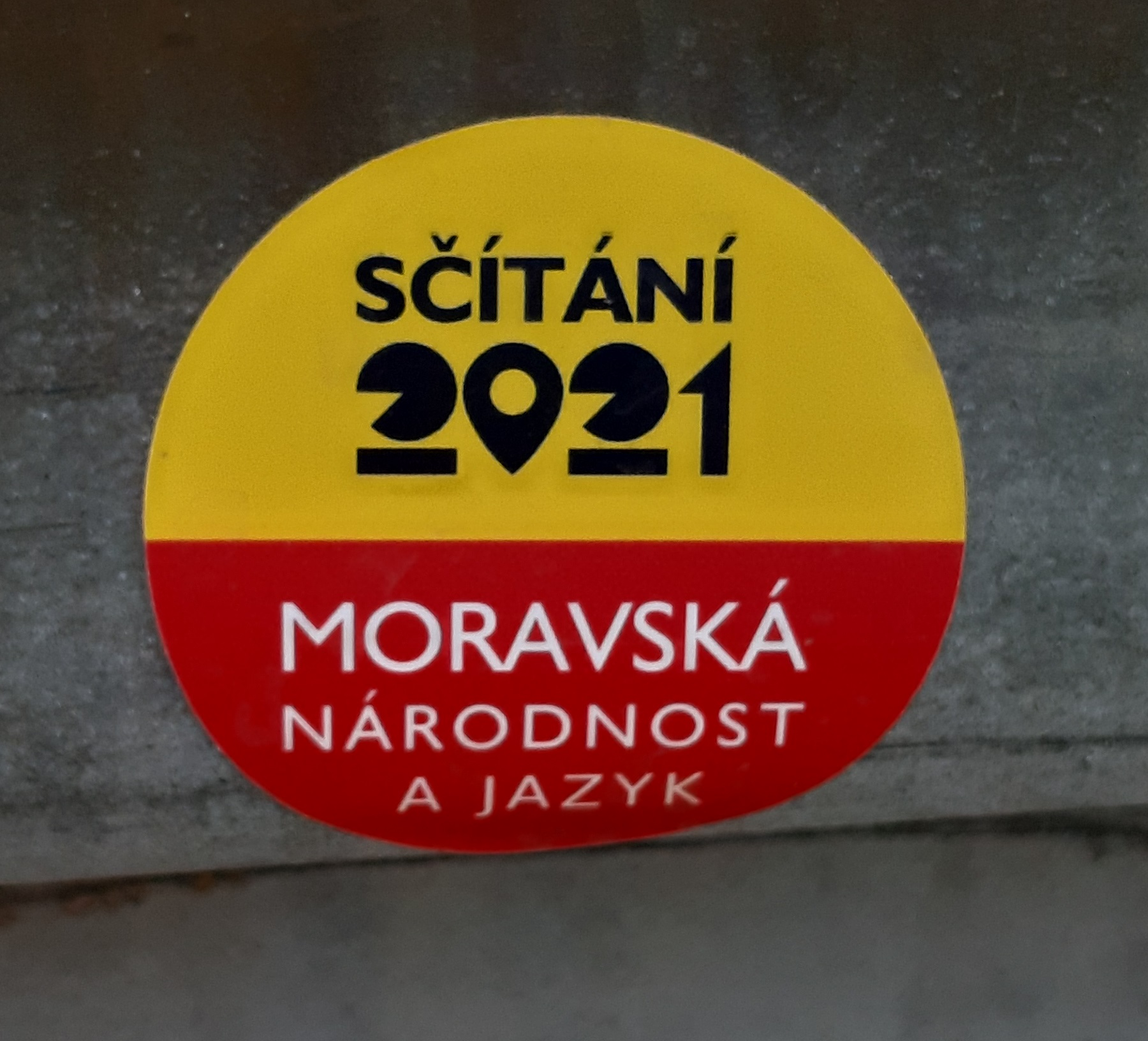
Propagace přihlášení se k moravské národnosti při sčítání lidu roku 2021

Při sčítání lidu 2021 byla otázka zjišťování jakékoliv národnosti možná, ale zcela dobrovolná. Byla otázkou jen osobní volby a identity a nebyla vázána na žádný vnější (objektivní) parametr, jako tomu bylo dříve (státní příslušnost, narození, místo narození, obcovací jazyk, jakýkoliv jazyk, absolvované školy apod.). Byla tedy maximálně liberální. Již projevenou národnost (jakoukoliv) ale sčítací autorita (ČSÚ) uznala jako fakt a zanesla ji do souhrnné statistiky.

## Identifikace s moravskou národností
(údaje v procentech podle okresů při sčítáních lidu)

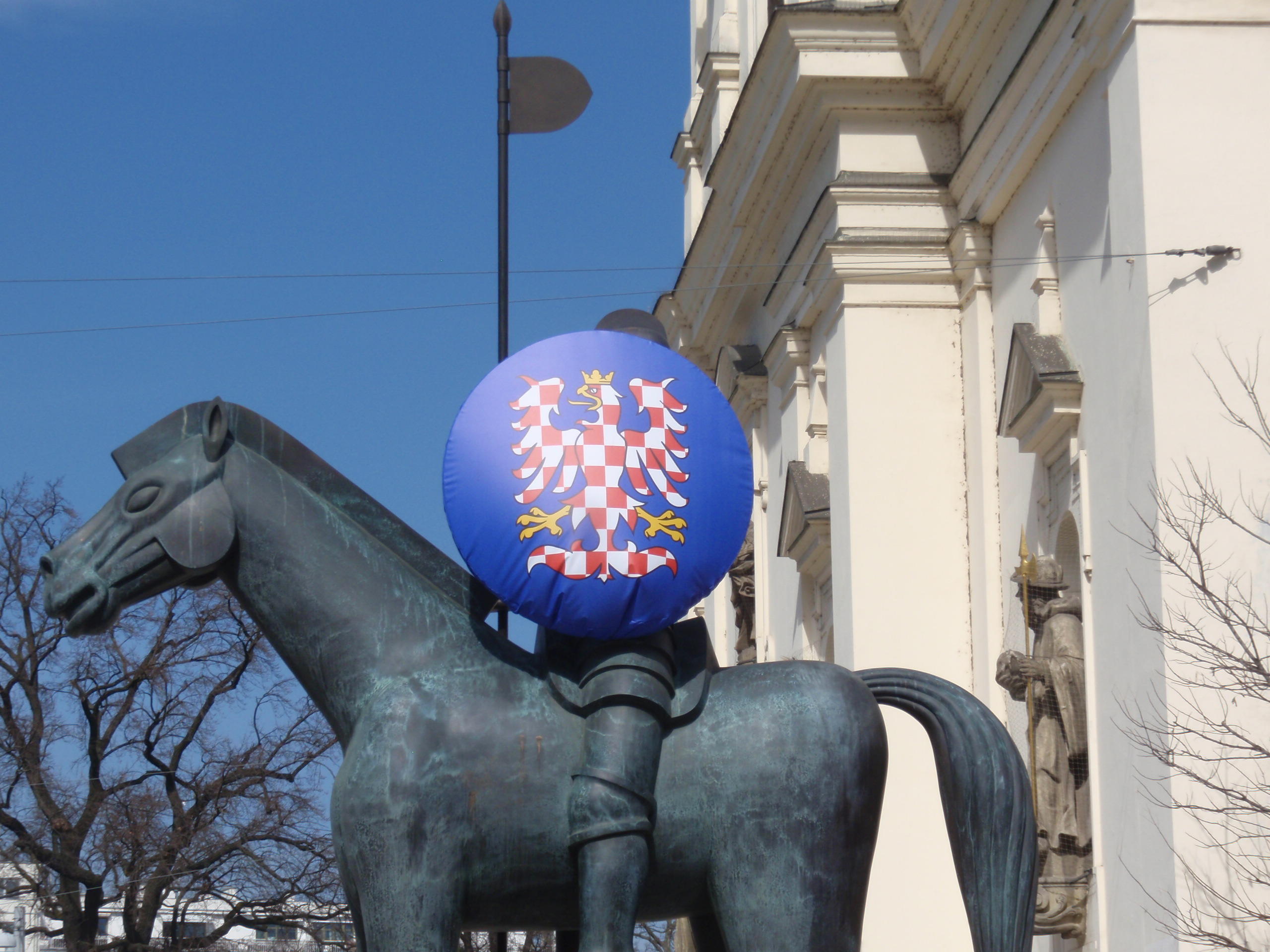
Představitelé města Brna připomínají umístěním moravské orlice na sochu Odvahy na Moravském náměstí v Brně Moravu. Kulatý štít jezdecké sochy Jošta Moravského držený rytířem byl opatřen moravským znakem 26. března 2021, v předvečer Sčítání lidu, domů a bytů 2021. V souvislosti se Sčítáním 2021 chce Brno podpořit ty, kteří se cítí být Moravany.

| okres             | 1991 | 2001 | 2011 | 2021 |
| ----------------- | ---- | ---- | ---- | ---- |
| Blansko           | 56,3 | 20,0 | 19,6 | 22,4 |
| Brno-město        | 60,9 | 18,7 | 18,8 | 21,2 |
| Brno-venkov       | 62,4 | 21,4 | 25,0 | 23,2 |
| Bruntál           | 15,1 | 4,0  | 3,9  | 6,0  |
| Břeclav           | 57,5 | 15,9 | 24,2 | 23,6 |
| Frýdek-Místek     | 8,0  | 2,0  | 2,2  | 3,7  |
| Hodonín           | 64,6 | 15,1 | 26,1 | 26,9 |
| Jeseník           | 12,6 | 3,2  | 3,8  | 5,4  |
| Jihlava           | 7,5  | 1,7  | 2,7  | 3,3  |
| Jindřichův Hradec | 4,3  | 0,4  | 0,5  | 0,9  |
| Karviná           | 5,2  | 1,3  | 2,5  | 2,6  |
| Kroměříž          | 52,0 | 13,1 | 18,7 | 18,2 |
| Nový Jičín        | 20,0 | 4,2  | 8,5  | 8,7  |
| Olomouc           | 24,0 | 8,0  | 9,3  | 13,4 |
| Opava             | 5,7  | 1,4  | 3,8  | 3,0  |
| Ostrava-město     | 8,9  | 2,3  | 3,8  | 4,6  |
| Prostějov         | 45,9 | 11,2 | 14,6 | 15,4 |
| Přerov            | 33,9 | 7,2  | 15,0 | 14,5 |
| Svitavy           | 9,6  | 2,2  | 3,5  | 3,9  |
| Šumperk           | 21,0 | 6,4  | 14,9 | 14,0 |
| Třebíč            | 35,6 | 10,9 | 16,4 | 13,9 |
| Uherské Hradiště  | 49,1 | 16,0 | 22,8 | 23,8 |
| Vsetín            | 30,7 | 6,2  | 10,1 | 9,1  |
| Vyškov            | 59,0 | 17,7 | 24,4 | 23,0 |
| Zlín              | 38,3 | 9,5  | 15,2 | 15,1 |
| Znojmo            | 44,0 | 11,9 | 18,7 | 17,8 |
| Žďár nad Sázavou  | 32,1 | 8,9  | 11,8 | 11,6 |

## Vývoj moravské národnosti
| Rok  | Samostatně | V kombinacích | Na Slovensku | Celkem    |
| ---- | ---------- | ------------- | ------------ | --------- |
| 1991 | 1 362 313  | -             | 6 037        | 1 368 350 |
| 2001 | 380 474    | 382 969       | 2 348        | 385 317   |
| 2011 | 522 474    | 630 897       | 3 286        | 634 183   |
| 2021 | 359 621    | 556 641       | 1 098        | 557 739   |